# أليتشي بل كولي
أليتشي بل كولي (بالإيطالية: Alice Bel Colle) هي بلدية في مقاطعة ألساندريا في إقليم بييمونتي في إيطاليا.

## السكان
في سنة 1861 بلغ عدد السكان 1٬433 نسمة، وتطور العدد ليصل في سنة 2011 لـ 774 نسمة.
يظهر هذا المخطط البياني تطور النمو السكاني لـ أليتشي بل كولي